# جامعة كارولاينا الشمالية في آشفيل
جامعة كارولاينا الشمالية في أشفيل (بالإنجليزية: University of North Carolina at Asheville)‏ هي جامعة عامة للفنون الحرة في آشفيل. جامعة كارولاينا الشمالية هي المؤسسة الوحيدة المُعيّنة للفنون الحرة في نظام جامعة نورث كارولاينا. هي عضو في مجلس كليات الفنون الليبرالية العامة ‏.

## تاريخ

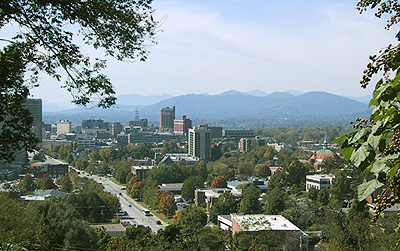
أشفيل، كارولاينا الشمالية

تأسست جامعة كارولاينا الشمالية في آشفيل في عام 1927 باسم كلية بونكومب كاونتي جونيور، وهي جزء من نظام المدارس العامة في مقاطعة بونكومب. في عام 1930 اندمجت المدرسة مع كلية مدينة آشفيل (تأسست عام 1928) لتشكيل كلية بيلتمور جونيور. في عام 1934 تم تغيير اسم الكلية إلى كلية بيلتمور ووُضعت تحت مسؤولية مجلس الأمناء. جلب عام 1936 تغييرًا إضافيًا في الاسم إلى كلية آشفيل بيلتمور، وتم نقلها إلى مدارس مدينة آشفيل.[بحاجة لمصدر] 
أصبحت قلعة أوفرلوك ‏، أو "قلعة سيلي"، التي تبلغ مساحتها 20000 قدم مربع، جزءًا من كلية آشفيل بيلتمور في عام 1949. تم تسجيل المنزل، الذي لم يعد جزءًا من الكلية، في السجل الوطني للأماكن التاريخية في عام 1980.
في عام 1961 انتقلت كلية آشفيل بيلتمور إلى الحرم الجامعي الحالي لجامعة آشفيل في شمال آشفيل. في عام 1963 أصبحت كلية مدعومة من الدولة لمدة أربع سنوات، ومنحت أول درجة البكالوريوس في عام 1966. تم بناء قاعاتها السكنية الأولى عام 1967. تبنت اسمها الحالي في عام 1969 عندما أصبحت جزءًا من جامعة كارولاينا الشمالية الموحدة، منذ عام 1972 تسمى نظام جامعة. تعتبر واحدة من ثلاث كليات للبكالوريا ضمن هذا النظام، وقد تم تصنيفها كمؤسسة (Liberal Arts I) منذ عام 1992.

### المديرون التنفيذيين
الرؤساء التنفيذيون للجامعة:
- الرؤساء / العمداء
  - 1927-1932: إس بي كونلي، عميد
  - 1932-1936: إيه سي رينولدز، رئيس
  - 1936-1941: تشارلز أ. لويد، عميد
  - 1945-1946: ويليام هـ.مورغان، عميد
  - 1946-1947: كلارنس ن. جيلبرت، عميد
  - 1947-1947: آر. إيه. تومبرلين، رئيس
  - 1947-1962: جلين ل.بوشي، رئيس
  - 1962-1969: ويليام إي هايسميث، رئيس
- المستشارون
  - 1969-1977: ويليام إي هايسميث
  - 1977-1977: أرنولد كينج، بالنيابة
  - 1977-1984: ويليام إي هايسميث
  - 1984-1990: ديفيد ج.براون
  - 1990-1991: روي كارول، مؤقت
  - 1991-1993: صموئيل شومان
  - 1994-1994: لاري ويلسون، مرقت
  - 1994-1999: باتسي ريد
  - 1999-2005: جيمس إتش مولين الابن
  - 2005-2014: آن بوندر
  - 2014-2015: دوج أور، مؤقت
  - 2015-2017: ماري ك. جرانت
  - 2017-2018: جوزيف أورجو، مؤقت
  - 2018 - الوقت الحاضر: نانسي جيه كابل

## الكليات

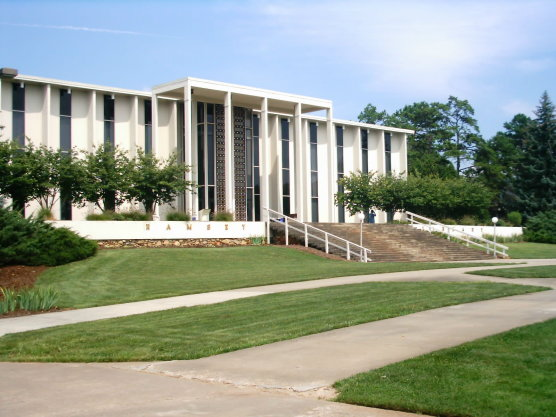
مكتبة رامسي، حرم جامعة كارولاينا الشمالية

تقدم جامعة كارولاينا الشمالية في آشفيل برامج جامعية مدتها أربع سنوات تؤدي إلى بكالوريوس الآداب وبكالوريوس الفنون الجميلة وبكالوريوس العلوم في 36 تخصصًا، وتصنف في تصنيف كارنيجي لمؤسسات التعليم العالي باعتبارها كلية البكالوريا - الآداب والعلوم (Bac / A & S).

## الإدارة
يقود الجامعة المستشارة نانسي جيه كابل، إلى جانب وكيل الجامعة جاريكاي كامبل والعديد من المجموعات الاستشارية. تعمل المؤسسة بتوجيهات وسياسات مجلس أمناء جامعة كارولاينا الشمالية في آشفيل.
كجزء من نظام الجامعة المكون من 17 حرمًا جامعيًا بجامعة كارولاينا الشمالية، تقع الجامعة أيضًا تحت إدارة الرئيس بيتر هانز ونصح مجلس إدارة الجامعة من قبل جمعية أعضاء هيئة التدريس في الجامعة.

## اتحاد الطلبة
يتكون اتحاد طلاب جامعة آشفيل (SGA) من فرعين، مجلس شيوخ للطلاب من 18 مقعدًا وفرعًا تنفيذيًا يضم الرئيس ونائب الرئيس ومجلس الوزراء. ينقسم التمثيل في مجلس الشيوخ بين الفصول الأربعة، مع ثلاثة مقاعد إضافية يتم منح كل منها للطلاب المقيمين والركاب. سلطة الاتحاد مستمدة من رئيس الجامعة ومجلس المحافظين.

## ألعاب القوى
تُعرف فرق ألعاب القوى في جامعة كارولاينا الشمالية في آشفيل باسم (Bulldogs). هم أعضاء في القسم الأول من الرابطة الوطنية لرياضة الجامعات، ويتنافسون في مؤتمر الجنوب الكبير ‏.

## مجالات الاهتمام

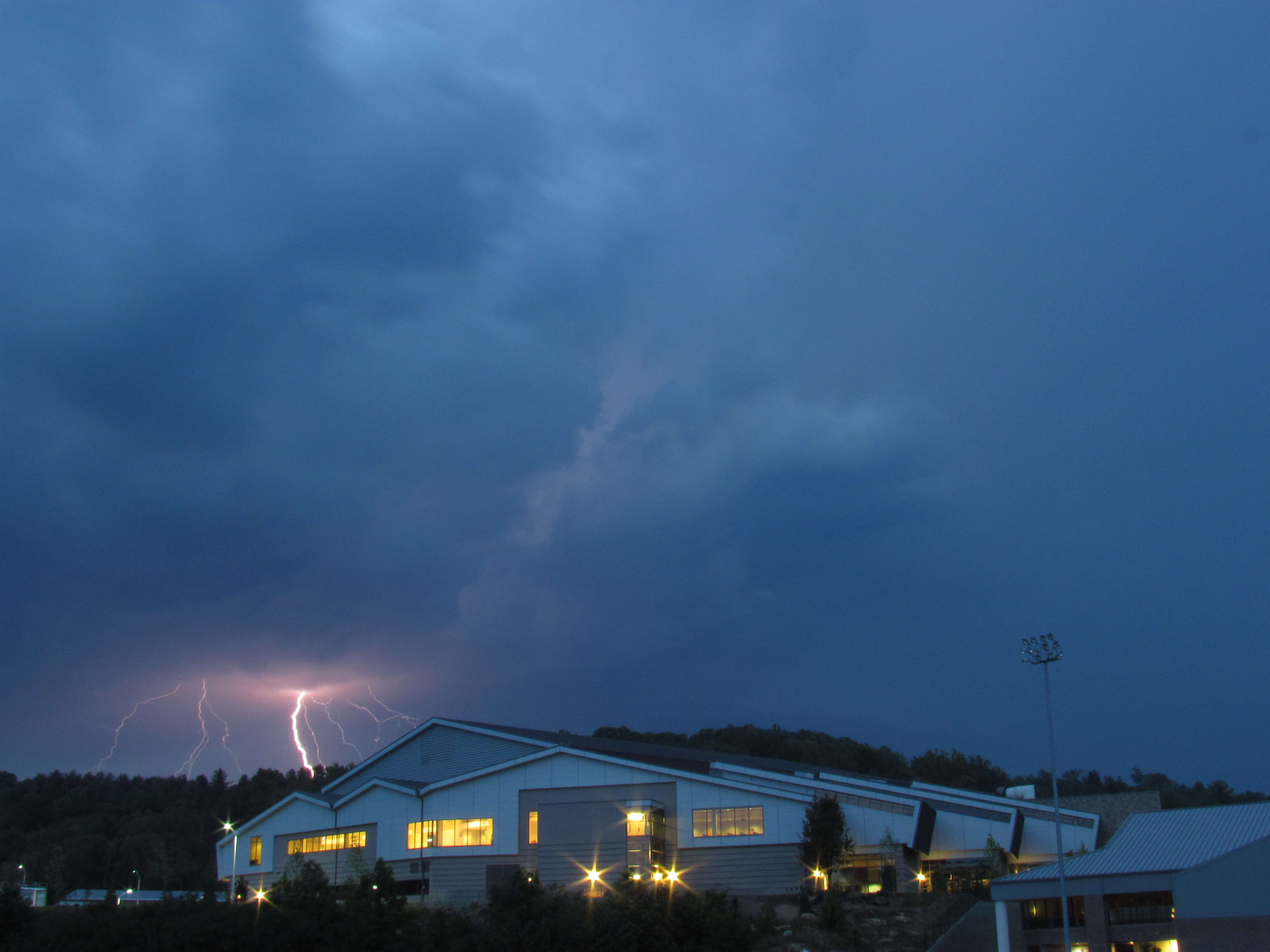
البرق فوق مركز (Wilma M. Sherrill).

- الحدائق النباتية في آشفيل (بجوار الحرم الجامعي)
- تم إلغاء الفصل العنصري في جامعة كارولاينا الشمالية في آشفيل في عام 1981، بجانب جميع المدارس في نظام جامعة كارولاينا الشمالية، من خلال مرسوم الموافقة.[21] تم ذلك بعد مفاوضات مع وزارة الصحة والخدمات الإنسانية الأمريكية، والتي بدأت في عام 1970.

## الأساتذة
كان لدى جامعة كارولاينا الشمالية 221 عضوًا من أعضاء هيئة التدريس بدوام كامل اعتبارًا من خريف 2018، مع 87.3 ٪ يحملون شهادات نهائية في مجالهم. تعمل 99 هيئة تدريس أخرى بدوام جزئي.

### أساتذة بارزون
- ريتشارد تشيس
- ديفيد بريندان هوبس [الإنجليزية]‏
- آن بي. روس [الإنجليزية]‏

## خريجو متميزون
- سارة أديسون ألين - مؤلفة ضمن قائمة نيويورك تايمز لأكثر الكتب مبيعا
- آن ماري بايند - مؤلفة ومحللة فنية[23]
- مولي بيرش - مغنية وكاتبة أغاني
- كليف كاش - ممثل كوميدي
- وايلي كاش - مؤلف
- مايكل كوجديل - صحفي ومذيع أخبار وروائي وكاتب سيناريو ومنتج أفلام
- ريان دول - لاعب دوري البيسبول
- فيلما دايكمن - كاتب، متخصص في حماية البيئة
- جايسون فونت - ممثل
- كيني جورج - أطول لاعب (7'7 بوصات) في تاريخ كرة السلة للرجال في الرابطة الوطنية لرياضة الجامعات
- لاسي هورسكينين - لاعب كرة قدم محترف
- أوتومن كينت - عالم رياضيات متخصص في الطوبولوجيا والهندسة
- نيك مكديفيت - مدرب كرة السلة بالكلية
- آن ب.روس - مؤلف
- توبر شوت - كبير خبراء الأرصاد الجوية في (WUSA-TV) في واشنطن العاصمة
- روي أ. تايلور - عضو الكونغرس الأمريكي، حاصل على دكتوراه فخرية سنة 1986،[24] خريج كلية مقاطعة بونكومب جونيور 1929[25]
- تاي ويجينتون - لاعب دوري البيسبول
- مايك شيلدت - مدير دوري البيسبول